# 詹天馬
詹天馬（1902年—1953年），本名詹逢時，是一位生於臺灣日治時期的電影辯士、流行歌曲作詞人及企業家，〈桃花泣血記〉（電影《桃花泣血記》在臺灣的主要配樂）即其作品之一。他也是「星光演劇社」的重要成員之一。 二二八事件導火線緝菸血案亦發生於他所開設的天馬茶房前。

## 生平

### 辯士生涯
當時，要成為一位電影辯士必須先取得執照；王雲峰（〈補破網〉作曲者）是第一個拿到執照的臺籍人士。不久，詹天馬也取得執照，並很快就大受觀眾歡迎；當時，他擅長講解日本武俠片的劇情，許多觀眾往往慕名而來。在他大受歡迎之後，其他戲院紛紛出現以「天貓」、「天狗」為名的辯士。後來，有聲電影開始出現，但因許多觀眾無法聽懂外語亦看不懂字幕，加上字幕往往不停跳動甚至與劇情不符，辯士還是扮演著重要角色。

### 其他
除了作詞，他也有錄製個人唱片〈可憐的閨女〉系列。
在臺灣日治時期末期，他參與了推廣「新劇」的活動。
他曾創辦一家進口西洋及大陸地區電影以供放映的公司。晚年，他投資於臺北圓環附近的「大中華戲院」。

## 影視形象
| 年份 | 作品     | 演員   |
| ---- | -------- | ------ |
| 1999 | 天馬茶房 | 戴立忍 |

| 年份 | 作品          | 演員   |
| ---- | ------------- | ------ |
| 2012 | 歌謠風華-初聲 | 吳朋奉 |

## 外部連結
- 國家文化資料庫 （页面存档备份，存于）